# Cristiano Fioravanti
Cristiano Maria Fioravanti (Roma, 19 febbraio 1960) è un ex terrorista e collaboratore di giustizia italiano, esponente del gruppo eversivo d'ispirazione neofascista Nuclei Armati Rivoluzionari.
Fratello minore del terrorista nero Valerio Fioravanti e soprannominato il Cocomero, nel 1977, dopo un periodo di militanza nel Movimento Sociale Italiano, abbracciò la lotta armata con i NAR, con cui sarà protagonista di una stagione di violenze terminata solo con la sua cattura, avvenuta a Roma, l'8 aprile 1981.
Subito dopo il suo arresto decise di pentirsi, collaborando con gli investigatori e rivelando loro numerose informazioni sul suo gruppo eversivo. Dopo meno di un anno fu rimesso in libertà sotto falsa identità ed in una località protetta, all'interno del programma per i collaboratori di giustizia ed è attualmente libero.

## Biografia

### La militanza politica
Figlio di un ex annunciatore Rai (Mario) e di una casalinga (Ida), gemello di Cristina, oltre che fratello di Valerio, Cristiano inizia giovanissimo la sua militanza politica, all'età di 13 anni e all'interno della sede del Movimento Sociale Italiano di Monteverde.
Il clima politico di quegli anni è rovente; a Roma, gli estremisti di destra e di sinistra si affrontano quotidianamente in scontri di piazza dalla durezza crescente dove, spesso, rimangono uccisi ragazzi dell'una o dell'altra parte. In questo contesto, già intorno al 1976, Cristiano si fa notare tra i giovani neofascisti più attivi, spesso coinvolto in risse e pestaggi ai danni di militanti di sinistra. Avviene così che la famiglia, preoccupata per la sua incolumità, decise di affiancargli il fratello maggiore Valerio che, più per un istinto di protezione che per convinzione politica, comincerà a seguirlo nelle varie azioni.

### L'omicidio di Walter Rossi
I contrasti di quella stagione politica generarono così un'ondata di violenza che trovò terreno di scontro soprattutto nei cortei e nelle manifestazioni di piazza: "un conflitto politico e culturale che si ramificò in tutti i luoghi del sociale, esemplificando lo scontro che percorse tutti gli anni settanta" e che provocò, nelle file della destra radicale, l'inizio di un'offensiva armata contro lo Stato che li avrebbe definitivamente allontanati dal loro partito di riferimento (l'MSI).
Il 30 settembre 1977, in viale Medaglie d'Oro a Roma, venne ucciso il militante di sinistra Walter Rossi, colpito alla nuca da un proiettile mentre, assieme a un gruppo di attivisti, partecipava ad un volantinaggio antifascista.
Solo nel 1981, alcuni pentiti (Di Mango, Trochei, Serpieri), indicarono in Cristiano Fioravanti e nel suo amico e militante neofascista Alessandro Alibrandi i possibili assassini del ragazzo. Interrogato in proposito, nell'aprile di quell'anno, Fioravanti ammise la sua partecipazione ai fatti di quel giorno, dichiarando che lui e Alibrandi erano entrambi armati e di aver entrambi fatto parte del gruppo di militanti fascisti che, provenienti dalla sezione dell'MSI, si riversarono su Viale Medaglie d'Oro e da cui partirono gli spari in direzione del gruppo di militanti di sinistra, attribuendo tuttavia ad Alibrandi il colpo mortale in quanto la sua arma, a suo dire, si sarebbe inceppata impedendogli di sparare.
A seguito della morte di Alibrandi, avvenuta il 5 dicembre 1981, il procedimento penale fu archiviato essendo Alibrandi l'unico accusato dell'omicidio. La vicenda giudiziaria si chiuse definitivamente nel 2001 con il non luogo a procedere per non aver commesso il fatto nei confronti di Cristiano Fioravanti, il quale fu giudicato solo per i reati concernenti le armi e condannato a 9 mesi di reclusione.
Durante un'udienza del processo d'appello per la strage della stazione di Bologna, il 10 novembre 1989, Valerio Fioravanti rilasciò per la prima volta una testimonianza sull'accaduto:
Presidente: «C'è stato un processo?»

Fioravanti: «Sa, c'è un numero enorme di quelli che giudiziariamente andrebbero chiamati tentati omicidi che non sono mai stati perseguiti. Evidentemente a quel tempo il sangue dei ragazzini non era molto importante»

Presidente: «Ma questo di Rossi è un omicidio»

Fioravanti: «Sì, ma non si arrivò da nessuna parte perché in realtà la pistola era una e se la passavano l'un l'altro, ed è finita che Cristiano è riuscito ad attribuire il colpo mortale ad Alessandro. Alessandro è morto e il processo è finito lì»

Presidente: «Quindi s'è fatto un processo?»

Fioravanti: «No, non s'è fatto perché Alibrandi è morto. Mio fratello è stato inquisito, ma la questione è ricaduta su Alibrandi che non era più in grado di rispondere. Questo fu il primo morto attribuibile al nostro gruppo, anche se arrivava dopo reiterati tentativi di farlo. Questo, detto un po' cinicamente, è riuscito, ma era già stato tentato, c'erano stati diversi accoltellamenti»»
(Interrogatorio di Valerio Fioravanti del 10 novembre 1989)

### La lotta armata con i NAR
Verso la fine del 1977, Cristiano si unisce al gruppo originario dei NAR, che si forma attorno alla sede del Movimento Sociale Italiano di Monteverde e comprendente, oltre a lui, anche suo fratello Valerio, Franco Anselmi, Alessandro Alibrandi e Francesca Mambro.
Il battesimo del fuoco con i NAR avvenne il 28 febbraio 1978: decisi a vendicare le scomparse di tre camerati, uccisi in via Acca Larentia, oltre che per celebrare il terzo anniversario della morte di Miki Mantakas, i NAR uccidono il militante di sinistra Roberto Scialabba. Dal solito ritrovo del bar Fungo (zona EUR) partono in otto: i due fratelli Fioravanti, Franco Anselmi, Alessandro Alibrandi, Dario Pedretti ed altri tre esponenti della destra romana, Francesco Bianco, Paolo Cordaro e Massimo Rodolfo. L'obiettivo sono i compagni della palazzina occupata di via Calpurnio Fiamma, a Cinecittà, visto che, secondo informazioni provenienti dall'ambiente carcerario (successivamente rivelatesi completamente infondate), sembra che da lì siano partiti i killer della strage di Acca Larentia. Arrivati sul posto, il gruppo si accorge che la polizia ha da poco sgomberato l'edificio e quindi, invece che ritirarsi strategicamente, decidono di puntare in direzione della vicina piazza San Giovanni Bosco, i cui giardinetti sono spesso da ritrovo per molti compagni della zona. I fratelli Fioravanti, assieme a un paio di altri neofascisti, a volto scoperto, scendono dall'auto e fanno fuoco su un capannello radunato intorno a una panchina, uccidendo Roberto Scialabba, freddato da distanza ravvicinata con due colpi alla testa da Valerio Fioravanti.
Il 6 marzo 1978 prese parte alla rapina ai danni dell'armeria Centofanti, sita nella zona di Monteverde a Roma, nel quale perde la vita il terrorista Franco Anselmi, colpito alla schiena dal proprietario. La sua morte ne fece una sorta di eroe-martire per il resto dei NAR celebrata, negli anni successivi, con altrettante rapine ad armerie e firmando i colpi con la sigla Gruppo di fuoco Franco Anselmi.
Il 9 settembre 1980 Cristiano, Valerio, Giorgio Vale, Dario Mariani e Francesca Mambro, incontrano a Roma, con una falsa scusa, Francesco Mangiameli, dirigente di Terza Posizione in Sicilia, accusato dai NAR di aver sottratto agli stessi i soldi destinati a organizzare l'evasione del terrorista nero Pierluigi Concutelli. Condotto nella pineta di Castelfusano, Mangiameli venne quindi ucciso, a colpi di pistola, da Cristiano e Valerio.
(Interrogatorio di Cristiano Fioravanti)
Il 5 febbraio 1981, Cristiano, Valerio, Francesca Mambro, Gigi Cavallini, Giorgio Vale e Gabriele De Francisci stanno recuperando un borsone di armi nascoste nel canale Scaricatore, alla periferia di Padova. Durante l'operazione, però, i terroristi vennero scoperti da una pattuglia di carabinieri e ne nasce un violento conflitto a fuoco durante il quale persero la vita i due agenti Enea Codotto di 25 anni e Luigi Maronese di 23 anni. Gravemente ferito, Valerio verrà lasciato da Cristiano e Mambro nell'appartamento usato come base e, poco dopo, arrestato.

### L'arresto e il pentimento
Dopo la cattura del fratello, Cristiano, assieme a Vale e Mambro, si trasferì per precauzione a Pescasseroli, da dove quotidianamente si recava nella capitale per inviare un telegramma alla fidanzata, sempre dallo stesso ufficio postale di piazza San Silvestro, dove venne arrestato l'8 aprile 1981.
Il suo pentimento, avvenuto già qualche giorno dopo la sua cattura, portò gli investigatori a ottenere numerose informazioni sui NAR e sui loro legami con fiancheggiatori esterni, coinvolgendo direttamente anche il fratello Valerio con chiamate in correità ed accuse varie, poi in parte ritrattate, riguardanti l'attività terroristica del gruppo. A meno di un anno dal suo arresto fu rimesso in libertà e oggi è libero, sotto programma di protezione per pentiti.